# Чортиця в рожевому трико (фільм, 1960)
«Чортиця в рожевому трико» (англ. Heller in Pink Tights) — американський художній фільм 1960 року режисера Джорджа К'юкора, заснований на романі «Диявол з рушницею» Луї Ламура.

## Сюжет
Том Гілі (Ентоні Квін) є власником мандрівного театру, що складається з невеликої трупи акторів і двох дерев'яних фургонів. Головні ролі в театрі грає він сам і чортиця — Анджела Россіні (Софія Лорен), яка живе тільки для задоволення своїх бажань, хоч вони і є причиною всіх проблем. Під час гастролів у одному з містечок Дикого Заходу вона позичає гроші у місцевого багатія, програє себе в карти, закохує в себе всіх чоловіків, і тому театральна трупа в черговий раз змушена втікати.

## Ролі виконують

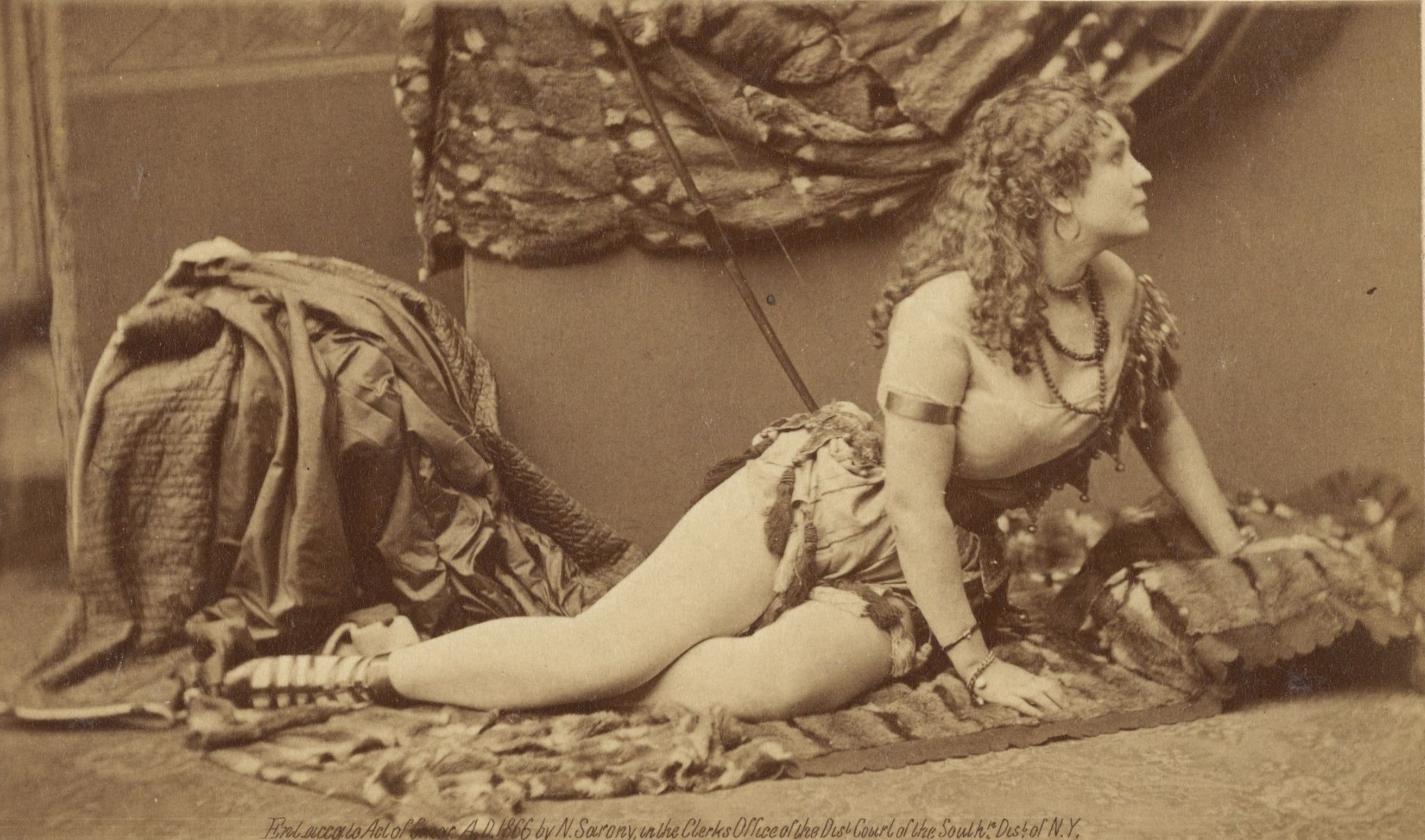
Менкен у ролі Мазепи. 1866

- Софія Лорен — Анджела Россіні
- Ентоні Квін — Томас «Том» Гілі
- Маргарет О'Браєн — Дела Савсбі
- Стів Форест[en] — Клінт Мабрі
- Айлін Гекарт — Лорна Гетавей
- Рамон Новарро — Леон
- Едмунд Лоу — Манфред «Док» Монтеґю

## Навколо фільму
- Сюжет роману Луї Ламура, а пізніше фільму Джорджа К'юкора «Чортиця в рожевому трико», був створений на основі життя американської акторки, поетеси і художнці Ади Айзекс Менкен[en] (1835—1868). Зокрема, у фільмі Софія Лорен також грає у відомій п'єсі «Мазепа», створеній на основі поеми «Мазепа» англійського поета-романтика — лорда Байрона (1788—1824).
- Фільм «Чортиця в рожевому трико» є єдиним вестерном режисера Джорджа К'юкора.[1]